# 재림

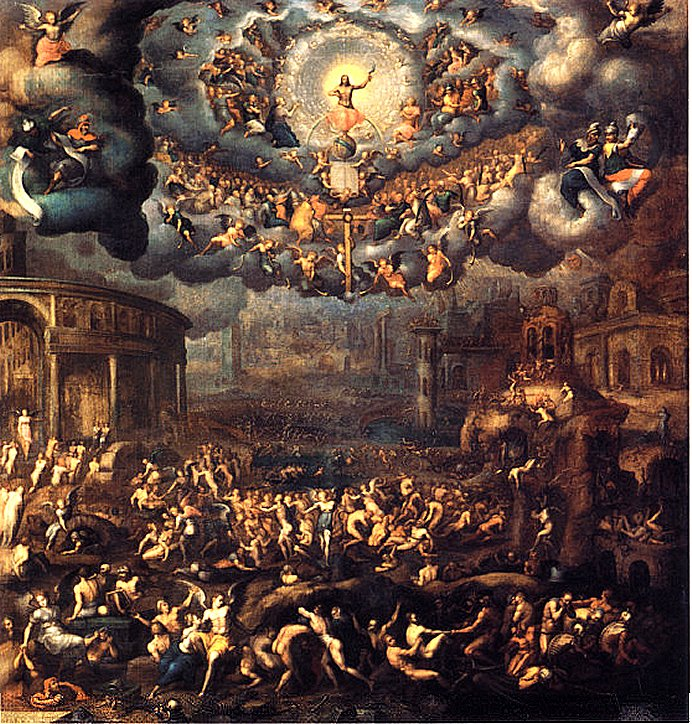
Jean Cousin the Younger의 작품 "최후의 심판" (16세기 말)

재림(再臨, 영어: Second Coming, Second Advent, Parousia)은 기독교에서 부활하여 승천한 예수 그리스도가 영광 속에 또다시 내림(來臨)하여, 산 자와 죽은 자를 심판하기 위해 다시 오신다는 것이다. 예수의 재림, 예수의 다시 오심, 또는 예수의 두 번째 오심이라는 표현도 사용된다. 재림이라는 용어의 원어는 파루시아(고대 그리스어: παρουσια, 영어: Parousia)로서 '도착(到着)' 또는 '내방(來訪)'의 뜻이다. 현재 그리스어에서는 실질적인 뜻으로 쓰이지 않지만 영어에서 파루시아는 그리스도인들에게 특별하게 인식되어 있다.
재림에 대한 근거는 마태오복음과 여러 서신서에서 나타나고 예수 그리스도가 친히 가르친 내용이다. 특별히 초대교회 시대에 매우 중요한 위치를 차지하고 있었다.
재림의 시기나 양상(樣相), 그리고 기대의 강약에 관해서는 똑같지 않았으나, 최후의 심판 날이 가까워진다는 것, 그 때문에 신앙적·윤리적 준비를 해야 한다는 확신은 이 시대의 일반적인 경향이었다. 마태오복음 24장에 재림의 시기와 재림의 방식이 자세히 나타나 있다. 이러한 원시 교회에 있어서는 재림의 희망도 그 지연으로 차츰 엷어지고, 이것은 다음 시대의 교회의 제도화, 조직화의 한 원인이 되었다. 한편, 재림의 절박성을 강조하고 열광적으로 이를 기대하는 가르침이나 운동은 기독교 사상이 가끔씩 나타난다.

## 성경 속에서의 언급
이것들을 말씀하신 뒤에 그분께서 그들이 보는 동안 들려 올라가시니 구름이 그분을 받아들여 그들이 보지 못하게 하더라. 그분께서 올라가실 때에 그들이 똑바로 하늘을 바라보고 있는데, 보라, 흰옷 입은 두 남자가 그들 곁에 서며 또 그들이 이르되, 너희 갈릴리 사람들아, 너희가 어찌하여 서서 하늘을 바라보느냐? 너희를 떠나 하늘로 들려 올라가신 이 동일한 예수님께서는 너희가 그분께서 하늘로 들어가심을 본 그대로 오시리라, 하니라.— 사도행전 1장 9~11절

And when he had spoken these things, while they behold, he was taken up; and a cloud received him out of their sight. And while they looked stedfastly toward heaven as he went up, behold, two men stood by them in white apparel; Which also said, Ye men of Galilee, why stand ye gazing up into heaven? this same Jesus, which is taken up from you into heaven, shall so come in like manner as ye have seen him go into heaven.— Acts 1:9~11

## 재림이 늦어짐에 대한 성경 속에서의 언급
먼저 이것을 알지니 말세에 조롱하는 자들이 와서 자기의 정욕을 따라 행하며 조롱하여 이르되 주께서 강림하신다는 약속이 어디 있느냐. 조상들이 잔 후로부터 만물이 처음 창조될 때와 같이 그냥 있다 하니 이는 하늘이 옛적부터 있는 것과 땅이 물에서 나와 물로 성립된 것도 하나님의 말씀으로 된 것을 그들이 일부러 잊으려 함이로다. 이로 말미암아 그 때에 세상은 물이 넘침으로 멸망하였으되 이제 하늘과 땅은 그 동일한 말씀으로 불사르기 위하여 보호하신 바 되어 경건하지 아니한 사람들의 심판과 멸망의 날까지 보존하여 두신 것이니라. 사랑하는 자들아 주께는 하루가 천 년 같고 천 년이 하루 같다는 이 한 가지를 잊지 말라. 주의 약속은 어떤 이들이 더디다고 생각하는 것 같이 더딘 것이 아니라 오직 주께서는 너희를 대하여 오래 참으사 아무도 멸망하지 아니하고 다 회개하기에 이르기를 원하시느니라. 그러나 주의 날이 도둑 같이 오리니 그 날에는 하늘이 큰 소리로 떠나가고 물질이 뜨거운 불에 풀어지고 땅과 그 중에 있는 모든 일이 드러나리로다— 베드로후서 3장 4~10절 (개역개정)

They will say, "Where is this 'coming' he promised? Ever since our fathers died, everything goes on as it has since the beginning of creation." But they deliberately forget that long ago by God's word the heavens existed and the earth was formed out of water and by water. By these waters also the world of that time was deluged and destroyed. By the same word the present heavens and earth are reserved for fire, being kept for the day of judgment and destruction of ungodly men. But do not forget this one thing, dear friends: With the Lord a day is like a thousand years, and a thousand years are like a day. The Lord is not slow in keeping his promise, as some understand slowness. He is patient with you, not wanting anyone to perish, but everyone to come to repentance. But the day of the Lord will come like a thief. The heavens will disappear with a roar; the elements will be destroyed by fire, and the earth and everything in it will be laid bare.— 2 Peter 3:4~10 (NIV)

## 같이 보기
- 재림에 대한 예언과 주장(영어판)
- 대림절
- 윌리엄 버틀러 예이츠
- 신사도적 개혁
- 세대주의

## 참고 문헌
- 이 문서에는 다음커뮤니케이션(현 카카오)에서 GFDL 또는 CC-SA 라이선스로 배포한 글로벌 세계대백과사전의 내용을 기초로 작성된 글이 포함되어 있습니다.